# Бульвар Рявала
Бульва́р Ря́вала, также Ря́вала пу́йестеэ (эст. Rävala puiestee), в 1950—1991 годах бульвар Ленина (эст. Lenini puiestee) — улица в Таллине, столице Эстонии.

## География

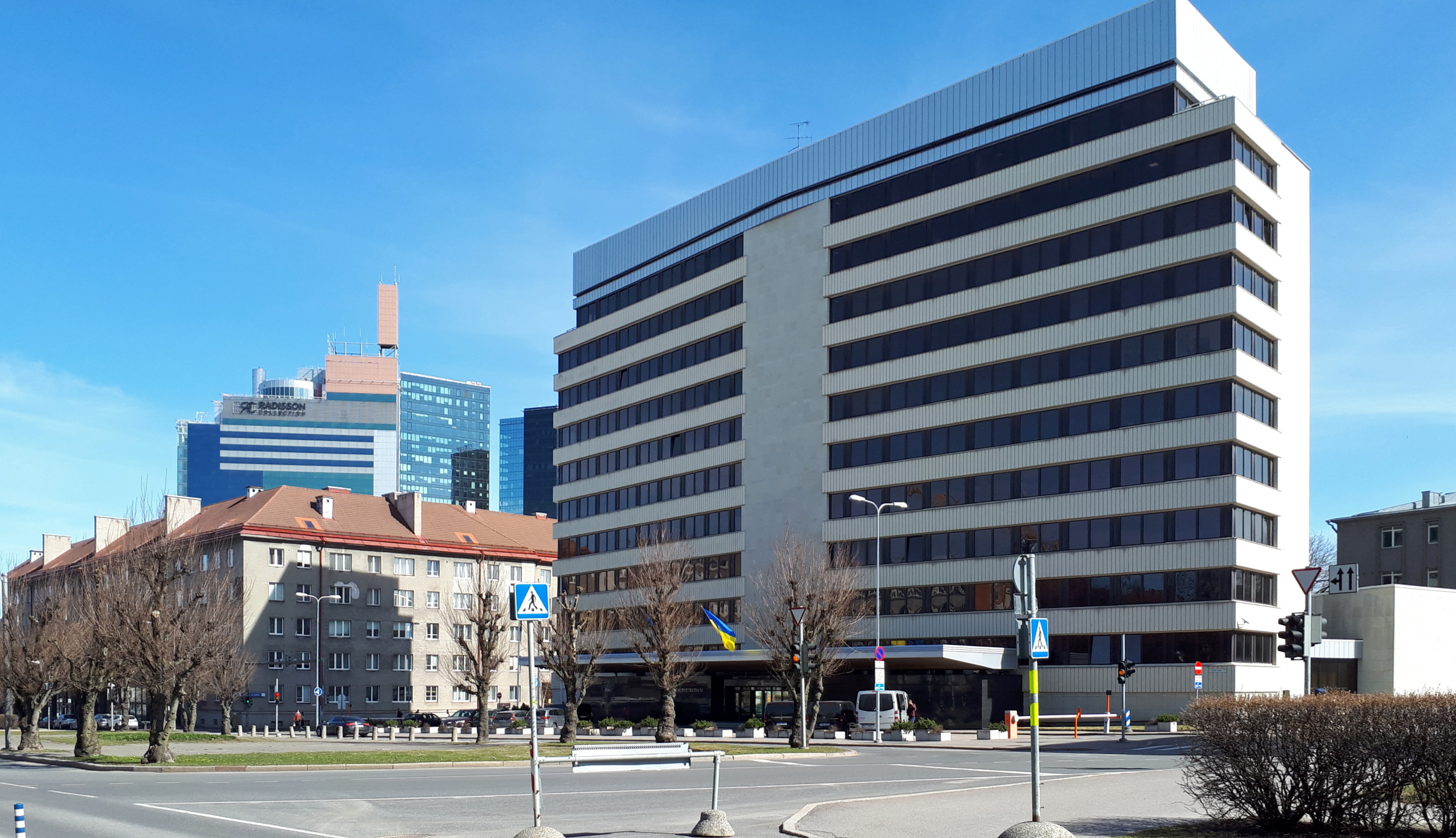
Перекрёсток бульвара Рявала и улицы Лембиту. Здание МИД эстонии

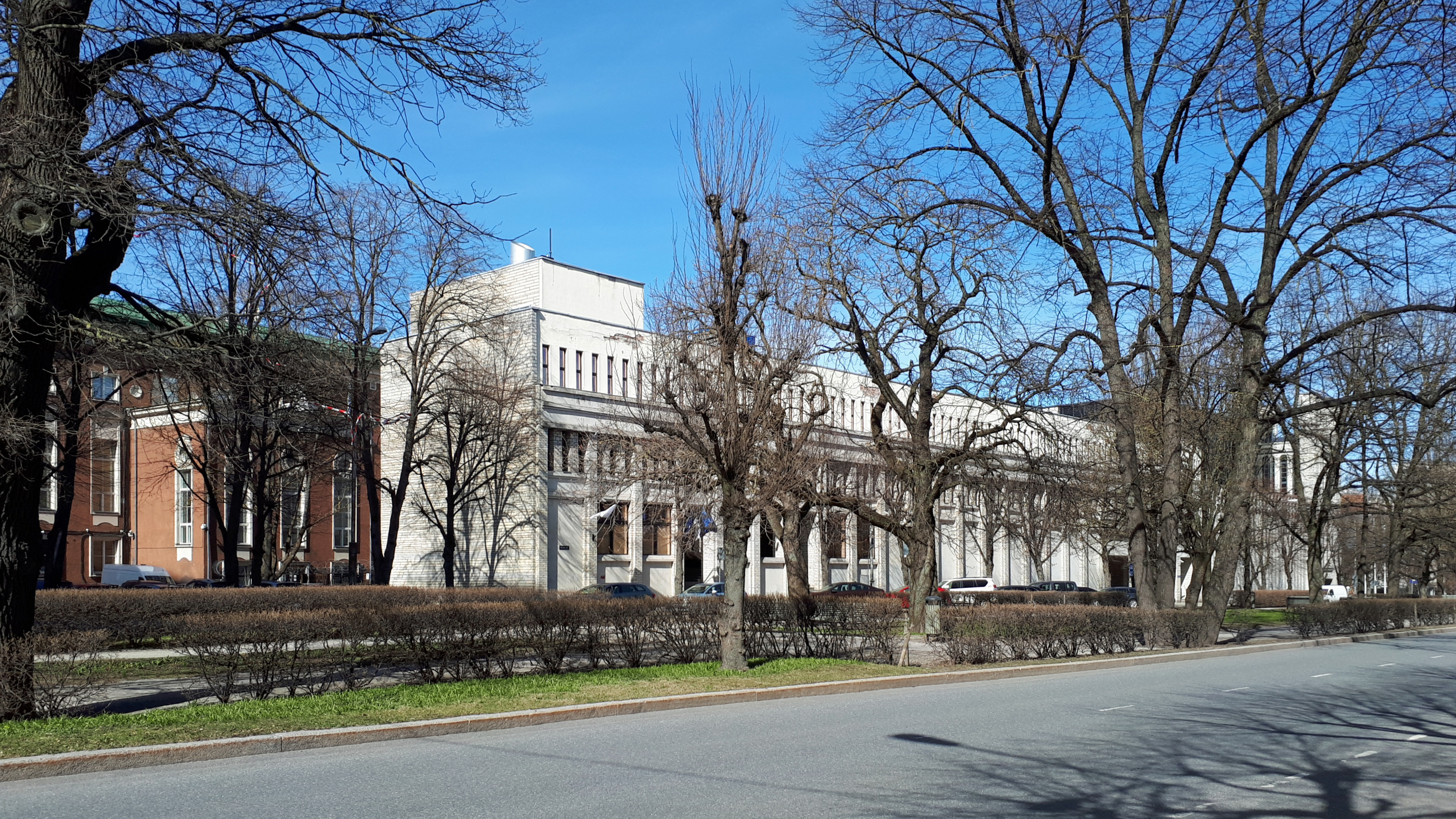
Бульвар Рявала в апреле 2022 года

Находится в районе Кесклинн. Проходит через микрорайоны Сюдалинн, Сибулакюла и Маакри. Начинается у перекрёстка улицы Лийвалайа с Тартуским шоссе, пересекает улицы Торнимяэ, Кивисилла, А. Лайкмаа, Каубамая, А. Лаутера, Театральную площадь, улицы Лембиту, Кроони и Кентманни и на перекрёстке упирается в улицу Татари.
Протяжённость — 866 метров.

## История
Своё современное название бульвар получил 4 октября 1991 года; до этого, с 29 апреля 1950 года по 3 октября 1991 года, он назывался бульваром Ленина.

## Застройка
- Дом 2 — 9-этажное офисное здание с подземным этажом, построено в 1997 году[6].
- Дом 3 — 25-этажное здание гостиницы «Radisson Blu Hotel».
- Дом 4 — мультифункциональное 10-этажное бизнес-здание с подземным этажом (2006)[6].
- Дом 6 — 6-этажное офисно-торговое здание (1978)[6].
- Дом 8 — 12-этажное офисное здание (1981)[6].
- Дом 10 — Академическая библиотека Таллинского университета.
- Дома 11, 13, 15 — «Дом академиков» (1946—1949, архитекторы Эдгар Вельбри, Ильмар Лааси, Хенн Роопалу)[7]. Здесь жили члены Академии наук Эстонской ССР Харри Моора (мемориальная доска[8]), Карл Орвику (мемориальная доска[9][10]), Иоосеп Саат, Артур Вассар.
- Дом 19 — 8-этажный квартирный дом с коммерческими площадями на первом этаже, построен в 2005 году[6].

## Общественный транспорт
На начальном отрезке улицы проходят маршруты городских автобусов № 2 и 15.

## Достопримечательности
Рядом с улицей расположены:
- главный офис банка SEB — улица Торнимяэ, д. 2 (Tornimäe tn 2)[12];
- здание Министерства иностранных дел Эстонии, бывшее здание ЦК Коммунистической партии Эстонии  — Исландская площадь, д. 1 (Islandi väljak 1). В советское время перед ним стоял памятник В. Ленину.

## Известные жители
Дом 7 — эстонский и советский учёный-электротехник, лауреат Сталинской премии Иоханнес Хейль.